# Superflip
Superflip è stato un programma televisivo svizzero di genere game show, trasmesso dalla Televisione Svizzera Italiana (TSI) la domenica pomeriggio con la conduzione di Yor Milano. La prima puntata è andata in onda domenica 9 ottobre 1988, mentre l'ultima venne proposta il 29 marzo 1992.

## Svolgimento del gioco
Superflip aveva inizio poco dopo le ore 14, per concludersi nel tardo pomeriggio: ogni puntata era intervallata da film, telefilm, cartoni animati o eventi sportivi. Il gioco vero e proprio consisteva in una prova di abilità e prontezza di riflessi: Yor Milano compariva in video insieme a un vero e proprio flipper, e il concorrente, collegato al telefono, doveva evitare che la pallina andasse persa pronunciando la parola flip. In tal modo si azionavano i classici respingenti, che tenevano in gioco la pallina.
A seconda del numero di punti totalizzati, al concorrente veniva assegnato un premio più o meno consistente: in ogni caso per tutti c'era un premio di consolazione garantito, ossia la maglietta ufficiale del programma.
Superflip contribuì ad accrescere ulteriormente la popolarità di Yor Milano, peraltro già elevata in quegli anni: il gioco ha ricevuto grande attenzione anche da parte del pubblico italiano, con numerose telefonate provenienti dall'Italia del Nord.
Prima di iniziare a giocare il conduttore era solito effettuare una prova tecnica relativa al giocatore, per verificare il corretto funzionamento dei respingenti: ogni partita era preceduta dall'immancabile frase di Yor Milano: «Bene, e ora dica con me... Flip! Flip! Flip!»

## Conclusione
Il programma si è concluso nella primavera del 1992, dopo ben quattro edizioni. Dall'autunno dello stesso anno, la TSI lo sostituì con una nuova trasmissione-contenitore: Sempre di domenica, condotta dalla giornalista Emanuela Gaggini.